# Olival Marques
Olival Henrique Marques de Souza (Belém, 9 de janeiro de 1982) é um político brasileiro, filiado ao MDB.

## Biografia
Olival Marques é natural da cidade de Belém do Pará, morador e residente há mais de 30 anos no município de Ananindeua. É filho do Pastor Gilberto Marques de Souza, presidente de Honra do Ministério COMIADEPA de Igrejas Assembleias de Deus no Estado do Pará.

## Política
Em 2018 foi eleito deputado federal pelo DEM (Democratas) no Pará com a votação expressiva de 135.398 votos totalizados (3,42% dos votos válidos). Anteriormente Olival Marques, exerceu o mandato deputado estadual na Assembleia Legislativa do estado do Pará dos anos de 2015 a 2018.